# Charlie Logg
Charles Paul Logg Jr., detto Charlie (Princeton, 24 febbraio 1931), è un ex canottiere statunitense.

## Palmarès

### Olimpiadi
- 1 medaglia:
  - 1 oro (Helsinki 1952 nel due senza)